# Eremitu (Mureș)
Eremitu (in passato Remetea Secuiască, in ungherese Nyárádremete, in tedesco Einsiedler) è un comune della Romania di 3984 abitanti, ubicato nel distretto di Mureș, nella regione storica della Transilvania. 
Il comune è formato dall'unione di 5 villaggi: Călugăreni, Câmpu Cetății, Dămieni, Eremitu, Mătrici.